# Pierre de Mincy
Pierre de Mincy,  mort  le 22 mars 1276, est un prélat français du  XIIIe siècle. Il est le neveu de l'évêque de Chartres Henri de Grez, en fonction de 1244 à 1246.

## Biographie
Pierre de Mincy est fait évêque  de Chartres en 1259.
C'est sous le règne de Saint Louis et l'épiscopat de Pierre de Mincy que la consécration solennelle de la cathédrale Notre-Dame de Chartres, reconstruite après l'incendie de 1194, a lieu en 1260.